# Бонапарт, Чарлз Джозеф
Чарльз Джозеф Бонапарт (англ. Charles Joseph Bonaparte; 9 июня 1851, Балтимор, штат Мэриленд, США — 28 июня 1921, там же) — американский государственный деятель, занимавший посты военно-морского министра (1905—1906) и Генерального прокурора США (1906—1909) при президенте Теодоре Рузвельте.

## Биография
Сын Жерома Наполеона Бонапарта-Патерсона и внук Жерома Бонапарта, младшего брата французского императора Наполеона I и короля Вестфалии; по матери — внук балтиморского железнодорожного короля. Представитель американской линии династии Бонапартов, однако американские Бонапарты не считались частью династии и никогда не использовали никаких титулов.
В 1871 году окончил Гарвардский колледж в Кембридже, штат Массачусетс, в течение первого года обучения жил в Грейс-Холле. Затем он продолжил учёбу в Гарвардской школе права, где позже служил надзирателем университета. Он занимался юридической практикой в Балтиморе и стал видным деятелем муниципальных и национальных реформ.
Окончил юридический факультет Гарвардского университета.
Являлся основателем Лиги реформ в Балтиморе, основанной в 1885 году, которая в конечном итоге привела к определенной модернизации муниципального управления, в результате в 1895 году были проведены чистые выборы, на которых прогрессивные либеральные республиканцы из числа меньшинств вытеснили находившихся у власти демократов. Многие годы активно боролся за права чернокожих жителей своего города.
С 1902 по 1904 год был членом Совета индейских уполномоченных (Board of Indian Commissioners), в 1904 году был утвержден председателем Национальной лиги реформы государственной службы. Также являлся попечителем Католического университета Америки в Вашингтоне. В 1904 году входил в состав коллегии выборщиков от штата Мэриленд.
В 1905—1906 годах — военно-морской министр США, в 1906—1909 годах — Генеральный прокурор США. В этот период началось планомерное преследование монополий, особенно табачных. В 1908 году он учредил Бюро расследований, которое в 1935 году было переименовано в Федеральное бюро расследований.
Являлся одним из основателей и временным президентом Национальной муниципальной лиги.
В 1903 году он был удостоен Медали Лаэтара Университета Нотр-Дам, старейшей и самой престижной награды для американских католиков.
Скончался в возрасте 70 лет от ревматической хореи (известной также как «пляска святого Вита») в своём доме Белла Виста (Bella Vista) и похоронен на кладбище Лаудон-Парк на юго-западе Балтимора.

## Личная жизнь
Чарлз Джозеф Бонапарт женился 1 сентября 1875 года на Эллен Ченнинг Дэй (1852–1924), дочери адвоката Томаса Миллса Дэя и Анны Джонс Данн. Детей у пары не было.

## Интересные факты
В доме политика Белла Виста в Балтиморе не было электричества и телеграфных линий, поскольку он отказался от них вследствие неприязни к технологиям, также до конца жизни он пользовался конной упряжкой.
Одной из улиц в округе Балтимор присвоено его имя.